# Tegumentologia

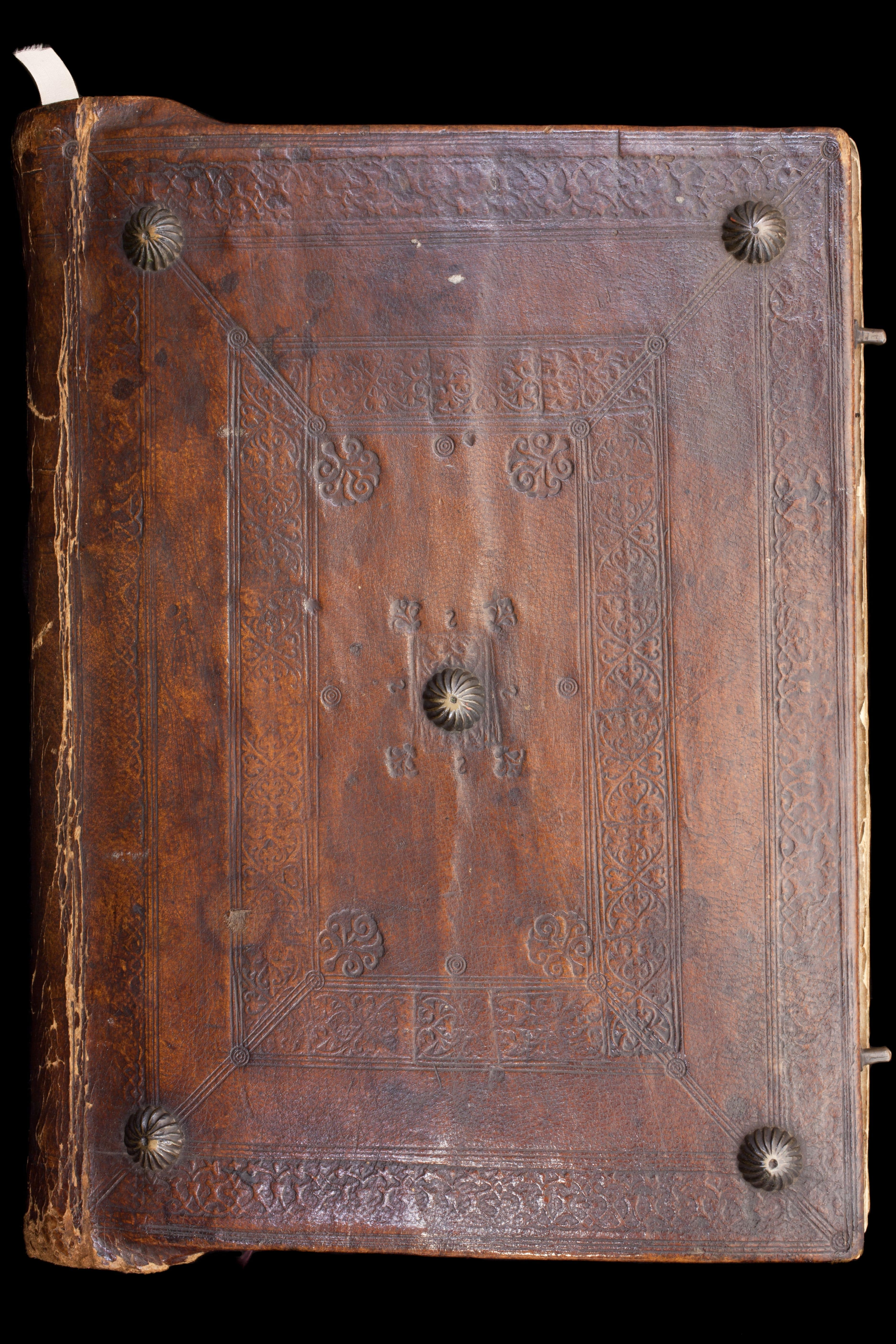
Późnośredniowieczna oprawa rękopisu

Tegumentologia (łac. tegumentum – „okładka, łupina, pancerz”) – nauka zajmująca się badaniami okładek książkowych z punktu widzenia technologicznego (introligatorstwo), historycznego, konserwatorskiego i historyczno-artystycznego.